# Sounding the Seventh Trumpet
Sounding the Seventh Trumpet – debiutancki album amerykańskiego zespołu metalowego Avenged Sevenfold, wydany w 2001 roku.

## Lista utworów
1. "To End the Rapture" – 1:24
2. "Turn the Other Way" – 5:39
3. "Darkness Surrounding" – 4:51
4. "The Art of Subconscious Illusion" – 3:48
5. "We Come Out at Night" – 4:45
6. "Lips of Deceit" – 4:10
7. "Warmness on the Soul" – 4:20
8. "An Epic of Time Wasted" – 4:22
9. "Breaking Their Hold" – 1:12
10. "Forgotten Faces" – 3:29
11. "Thick and Thin" – 4:15
12. "Streets" – 3:06
13. "Shattered by Broken Dreams" – 7:07

## Twórcy
Avenged Sevenfold
- M. Shadows — śpiew, gitara akustyczna, instrumenty klawiszowe
- Zacky Vengeance — gitara
- The Reverend Tholomew Plague — perkusja, instrumenty perkusyjne
- Dameon Ash - gitara basowa
  - Dameon Ash został wymieniony w przypisach jako członek grupy, lecz na tym albumie na gitarze basowej rzeczywiście grał Justin Sane

Dodatkowi muzycy
- Śpiew (scream) w utworze "The Art of Subconscious Illusion" - Valary DiBenedetto & Mr. Plague